# 雲斑無齒翎電鰻
雲斑無齒翎電鰻，為輻鰭魚綱電鰻目線翎電鰻科的其中一種，為熱帶淡水魚，分布於南美洲亞馬遜河流域，深度2-30公尺，體長可達21.8公分，棲息在底中層水域，生活習性不明。

## 扩展阅读
維基物種上的相關：雲斑無齒翎電鰻